# She Reaches Out to She Reaches Out to She
She Reaches Out to She Reaches Out to She (с англ. — «Она протягивает руку к протягивающей руку к ней») — седьмой студийный альбом американского автора-исполнителя Челси Вулф, выпущенный 9 февраля 2024 года лейблом Loma Vista Recordings; это первый альбом Вулф на этом лейбле. Альбому предшествовали четыре сингла.
Альбом был записан с продюсером и гитаристом американской рок-группы TV on the Radio Дэйвом Ситеком, а также с постоянными участниками группы Вулф Беном Чисхолмом, Брайаном Тулао и Джессом Гоури. Он состоит в основном из электроники, со значительным влиянием трип-хопа, готик-рока и индастриала, и был в основном вдохновлён достижением Вулф трезвости в январе 2021 года. Он был положительно воспринят критиками, которые охарактеризовали альбом как амбициозный, авантюрный и несхожий по звучанию.
За альбомом последовало два мини-альбома. Первым был мини-альбом с ремиксами — Undone EP, выпущенный 30 августа, в который вошли ремиксы Эша Куши, Full of Hell, Boy Harsher, Джастина Бродрика, Forest Swords и Crosses. Второй, Unbound EP с акустическими версиями песен с альбома, был выпущен 15 ноября.

## Предыстория
После начала работы над альбомом в 2020 году Вулф приняла решение завязать с алкоголем в январе 2021 года. Она начала употреблять алкоголь в подростковом возрасте, а во взрослом осознала, что полагалась на него, чтобы «выйти за пределы своих собственных энергетических возможностей и просто сделать слишком много». В прошлом ей было трудно писать на глубоко личные темы, и Вулф ждала, пока она не почувствует, что «я действительно твёрдо придерживаюсь своей трезвости и что это действительно будет продолжаться», прежде чем она была готова справиться со своими трудностями в песне. Вулф также отметила, что её вдохновило то, что он увидела: как друг расстаётся с токсичными отношениями, длившимися 30 лет, и снова учится жить самостоятельно, а также музыкальные влияния, включая альбом Violator группы Depeche Mode, Nine Inch Nails и Tricky.

## Композиция и стиль
Когда у Вулф попросили назвать десять песен, оказавших влияние на альбом, он назвал «Waiting for the Night» группы Depeche Mode, «Daphne Descends» группы The Smashing Pumpkins, «Bachelorette» Бьорк, «Frozen» Мадонны, «The Hand That Feeds» группы Nine Inch Nails, «Teardrop» группы Massive Attack, «Rome (Always in the Dark)» группы Low, «Where I End and You Begin» группы Radiohead, «Staring at the Sun» группы TV on the Radio и «Anywhere on This Road» Лхаса де Села.
По словам Вулф, название альбома отсылает к «прошлой версии себя, соединяющейся с настоящей версией себя, соединяющейся с будущей версией себя». На обложке альбома Вулф изображена со стеклянным яйцом в руках, которое, по её мнению, символизировало возможность. Изображение должно было передать заботливый тон.
Альбом в основном состоит из электроники и содержит значительное влияние трип-хопа, готик-рока и индастриала. Некоторые треки включают индастриал-метал, дарквейв, электропоп, джаз-метал, и IDM. Электронные элементы альбома были описаны как «газообразные», «минималистичные», «пышные», «похожие на пещеру» и «жужжащее объятие».

## Выпуск
20 сентября 2023 года Вулф объявила, что подписала контракт с Loma Vista Recordings, и выпустила главный сингл альбома «Dusk». В Consequence объявили её «Тяжелой песней недели», а Джон Хадусек назвал её «бросающей вызов жанру» и сказал, что она «заслуживает того, чтобы её слушали на хороших динамиках или наушниках». Одновременно с выходом «Dusk» Вулф объявила о турне по США и Канаде с Divide and Dissolve в феврале и марте 2024 года.
Альбом был анонсирован 24 октября 2023 года, а дата выхода — 9 февраля 2024 года на лейбле Loma Vista. Это произошло после выхода второго сингла «Whispers in the Echo Chamber» и музыкального клипа, снятого режиссёром Джорджем Гальярдо Каттой. В анонсе Вулф заявила, что альбом о том, как «прошлое „я“ обращается к настоящему „я“, обращается к будущему „я“, чтобы вызвать перемены, рост и руководство».
Третий сингл, «Tunnel Lights», был выпущен 28 ноября, а режиссёром ещё одного видеоклипа стал Гальярдо Каттах. 17 января 2024 года Вулф выпустил четвёртый сингл «Everything Turns Blue» с визуализатором и заявлением о том, что песня о том, как «найти себя снова после долгой эры пребывания частью чего-то токсичного. Расставание с кем-то через 10, 20, 30 лет — по мере того, как вы начнёте все это осмысливать, будут и взлеты, и падения».

## Отзывы критиков
| Совокупная оценка    | Совокупная оценка |
| Источник             | Оценка            |
| -------------------- | ----------------- |
| AnyDecentMusic?      | 7.5/10            |
| Metacritic           | 80/100            |
| Оценки критиков      |                   |
| Источник             | Оценка            |
| AllMusic             | [ 19 ]            |
| Clash                | 8/10              |
| Exclaim!             | 8/10              |
| Kerrang!             | 4/5               |
| The Line of Best Fit | 8/10              |
| Pitchfork Media      | 7.6/10            |
| PopMatters           | 6/10              |
| The Skinny           | [ 9 ]             |
| Slant Magazine       | [ 7 ]             |
| Uncut                | 7/10              |

Согласно агрегатору рецензий Metacritic, She получила «в целом положительные отзывы», основанные на средневзвешенной оценке в 80 баллов из 100 по 15 оценкам критиков.
Джонни Шарп из Uncut написал, что, в то время как Вулф «слишком старается» в дебютной части «Whispers in the Echo Chamber», её «талант мелодраматического хука побеждает» в «Tunnel Lights» и «Everything Turns Blue». Стив Эриксон из журнала Slant Magazine отметил противоречие в музыке Вулф между её «склонностью чрезмерно драматизировать или скрывать свою боль в готических образах и искренним стремлением быть услышанной и понятой», сказав, что она чаще обращается к последнему.
Том Морган из Clash сказал, что, хотя «было бы трудно назвать это её лучшей работой», альбом «безусловно, является самым амбициозным и тщательно продуманным в творчестве Вулф». Марко Джурджич из Exclaim! назвал альбом «чудесным, ритмичным упражнением в принятии, переменах и любви к себе». Сэм Лоу из Kerrang! сказала, что альбом «может быть самым творчески авантюрным в её карьере», и назвала его «обещанием, которое, как какой бы блестяще обольстительной Челси Вулф ни была всегда, её общая картина всё ещё находится в центре внимания».
Грег Хайд из The Line of Best Fit написал, что «при прослушивании альбома после того, как он узнал о задуманном Вулф видении его, становится ясно, что она великолепно его исполнила», и сказал, что «поклонникам таких разных исполнителей, как Converge и Tricky, он должен понравиться». Адам Тёрнер-Хеффер из The Skinny назвал альбом «ещё одним успешным переосмыслением калифорнийского исполнителя». Хизер Фарес из AllMusic назвала альбом «обнадёживающим и глубоко честным» и сказала, что он «отражает эволюцию, которая выявляет лучшие, наиболее авантюрные аспекты музыки Вулф». В менее позитивном обзоре, Адриан Понтекорво из PopMatters написал, что «хотя разрозненный выбор холста Вулф вызывает у нас затруднения, к нему стоит отнестись с пониманием».

## Список композиций
Все тексты написаны Челси Вулф, вся музыка написана Челси Вулф, Беном Чисхолмом, Брайаном Тулао и Джессом Гоури (за исключением отмеченных).
| №                   | Название                       | Музыка                               | Длительность |
| ------------------- | ------------------------------ | ------------------------------------ | ------------ |
| 1.                  | «Whispers in the Echo Chamber» |                                      | 4:01         |
| 2.                  | «House of Self-Undoing»        |                                      | 4:23         |
| 3.                  | «Everything Turns Blue»        |                                      | 4:26         |
| 4.                  | «Tunnel Lights»                | Челси Вулф, Бен Чисхолм              | 4:08         |
| 5.                  | «The Liminal»                  |                                      | 4:51         |
| 6.                  | «Eyes Like Nightshade»         | Челси Вулф, Бен Чисхолм, Джесс Гоури | 4:34         |
| 7.                  | «Salt»                         |                                      | 4:23         |
| 8.                  | «Unseen World»                 |                                      | 3:27         |
| 9.                  | «Place in the Sun»             |                                      | 4:09         |
| 10.                 | «Dusk»                         |                                      | 4:34         |
| Общая длительность: | Общая длительность:            | Общая длительность:                  | 42:56        |

## Участники записи
- Челси Вулф — вокал
- Дэйв Ситек — продюсер
- Бен Чисхолм — фортепиано, синтезатор, программирование ударных
- Брайан Тулао — гитара
- Джесс Гоури — ударные, синтезатор, гитара
- Дерек Коберн — звукорежиссёр
- Шон Эверетт — сведение
- Хеба Кадри — мастеринг-инженер
- Сет Пресант — иммерсивное сведение

## Чарты
| Чарт (2024 г.)                           | Позиция в чартах |
| ---------------------------------------- | ---------------- |
| Бельгия/Фландрия (Ultratop)              | 107              |
| Бельгия/Валлония (Ultratop)              | 122              |
| Германия (Offizielle Top 100)            | 43               |
| Шотландия (Scottish Albums Chart)        | 19               |
| Швейцария (Schweizer Hitparade)          | 28               |
| Великобритания (UK Digital Albums Chart) | 9                |

## Мини-альбомы

### Undone EP
2 августа Вулф анонсировала Undone EP, состоящий из шести треков и ремиксов на песни с альбома. В проекте представлены ремиксы Эша Куши, Full of Hell, Boy Harsher, Джастина Бродрика, Forest Swords и Crosses. Он будет выпущен 30 августа лейблом Loma Vista.
Ремикс Boy Harsher на песню «House of Self-Undoing» был выпущен 11 июня, а ремикс Crosses на песню «Tunnel Lights» был выпущен 2 августа.

### Список композиций
| №                   | Название                       | Ремиксер            | Длительность |
| ------------------- | ------------------------------ | ------------------- | ------------ |
| 1.                  | «Tunnel Lights»                | Crosses             | 4:23         |
| 2.                  | «House of Self-Undoing»        | Boy Harsher         | 4:01         |
| 3.                  | «Whispers in the Echo Chamber» | Forest Swords       | 4:19         |
| 4.                  | «Dusk»                         | Эш Куша             | 4:15         |
| 5.                  | «Eyes Like Nightshade»         | Full of Hell        | 4:24         |
| 6.                  | «Everything Turns Blue»        | Джастин Бродрик     | 4:43         |
| Общая длительность: | Общая длительность:            | Общая длительность: | 26:06        |

### Unbound EP
15 октября Вулф анонсировала мини-альбом Unbound, состоящий из акустических исполнений четырёх песен с альбома и кавера на песню Spiritbox «Cellar Door». Ранее Вулф исполнила свою версию «Cellar Door» на рок-шоу BBC Radio 1, на что вокалистка Spiritbox Кортни Лапланте одобрительно отозвалась. Мини-альбом был выпущен 15 ноября лейблом Loma Vista. После этого объявления Вулф выпустила музыкальное видео на новую версию песни «Place in the Sun».

### Список композиций
| №                   | Название                           | Музыка                                         | Длительность |
| ------------------- | ---------------------------------- | ---------------------------------------------- | ------------ |
| 1.                  | «Whispers in the Echo Chamber»     |                                                | 3:25         |
| 2.                  | «Dusk»                             |                                                | 3:24         |
| 3.                  | «The Liminal»                      |                                                | 3:20         |
| 4.                  | «Place in the Sun»                 |                                                | 3:52         |
| 5.                  | «Cellar Door» (кавер на Spiritbox) | Кортни ЛаПланте, Дэн Браунштейн, Майк Стрингер | 2:30         |
| Общая длительность: | Общая длительность:                | Общая длительность:                            | 16:27        |